# Sniper 2
Sniper 2 is een Amerikaanse actiefilm uit 2002, geregisseerd door Craig R. Baxley. De film is het vervolg op Sniper uit 1993 en het tweede deel in de Sniper-filmreeks. Hoofdrolspeler Tom Berenger speelt wederom de rol van militaire sluipschutter Tom Beckett.

## Verhaal
Nadat hij vanwege een oogprobleem is teruggekeerd naar het burgerleven, dient stafsergeant Beckett als instructeur voor zondagse jagers die de spanning van de jacht willen leren kennen. Nadat hij bijna is vermoord door een klant, neemt Beckett ontslag en op weg naar huis ontmoet hij kolonel McKenna en een CIA-agent die hem weer in dienst willen hebben. Zijn missie is het doden van een extremistische leider op de Balkan, maar om dit soort missies te volbrengen, heeft Beckett een "spotter" nodig. De enige die aan zijn criteria kan voldoen, zit in de gevangenis voor het vermoorden van een officier, sergeant Jake Cole.

## Rolverdeling
| Acteur          | Personage      |
| --------------- | -------------- |
| Tom Berenger    | Thomas Beckett |
| Bokeem Woodbine | Jake Cole      |
| Dan Butler      | James Eckles   |
| Erika Marozsán  | Sophia         |
| Tamás Puskás    | Pavel          |
| Linden Ashby    | Dan McKenna    |
| Dennis Hayden   | Klete          |

## Prijzen en nominaties
| Jaar | Prijs             | Categorie                                                          | Genomineerde(n)                                 | Uitslag     |
| ---- | ----------------- | ------------------------------------------------------------------ | ----------------------------------------------- | ----------- |
| 2003 | Golden Reel Award | Best Sound Editing in Television Long Form - Sound Effects & Foley | Richard Taylor, Brian Thomas Nist & Jeff Sawyer | Genomineerd |